# TT349
La tombe thébaine TT 349 est située  dans la vallée des Nobles à Cheikh Abd el-Gournah, dans la nécropole thébaine, sur la rive ouest du Nil, face à Louxor en Égypte.
Son propriétaire est Tjay, gardien du volailler.